# Ylläsjoki
Ylläsjoki is een rivier die stroomt in de Finse gemeente Kolari in de regio Lapland. De rivier ontspringt in het wintersportgebied Ylläs. De rivier voedt en ontwatert het meer Ylläsjärvi. Ze stroomt naar het zuidwesten en meandert door een uitgestrekt moerasgebied. Na 61,55 kilometer (gegevens SMHI) mondt ze bij Ylläsjokisuu uit in de Muonio. Ze behoort tot het stroomgebied van de Torne.
Afwatering: Ylläsjoki → Muonio →  Torne → Botnische Golf